# Einstein e la cultura scientifica del XX secolo
Einstein e la cultura scientifica del XX secolo è un saggio di Gerald Holton che corrisponde alle prime due parti del libro The Advancement of Science, and its Burdens pubblicato nel 1986 dalla Cambdrige Press (la terza parte di tale volume è stata tradotta in italiano con il titolo Scienza, educazione e interesse pubblico nel 1990 da Il Mulino). 
Il libro analizza il pensiero di Albert Einstein relativamente ai temi della metodologia della scienza.

## Edizioni
- Gerard Holton, Einstein e la cultura scientifica del XX secolo, traduzione di Erica Bassato, Il Mulino, 1991,  p. 305, ISBN 88-15-03312-2.